# Tellervo biakensis
Tellervo biakensis är en fjärilsart som beskrevs av James John Joicey och Alfred Noakes 1916. Tellervo biakensis ingår i släktet Tellervo och familjen praktfjärilar. Inga underarter finns listade i Catalogue of Life.